# Psicostimolante
Gli psicostimolanti sono una categoria di sostanze psicoattive usate come psicofarmaci in grado di stimolare le funzioni cognitive, psicologiche e comportamentali di un soggetto. Sono perciò utilizzati nel disturbo da deficit di attenzione/iperattività (ADHD), nella narcolessia, nella depressione caratterizzata da astenia, a volte sono stati usati come adiuvanti nella perdita di peso.
Gli stimolanti possono creare dipendenza e i pazienti con una storia di tossicodipendenza devono essere strettamente monitorati qualora l'assunzione non possa essere evitata. Per questo sono stati anche sperimentati nella terapia di disassuefazione da stupefacenti. La sospensione repentina del trattamento può causare sintomi di astinenza fisici e psicologici, come ansia, anche gravi.

## Elenco
- Mazindolo (Mazanor, Sanorex), un inibitore della ricaptazione della noradrenalina
- Metilfenidato (Ritalin, Concerta), un inibitore della ricaptazione di noradrenalina e dopamina, uno dei pochi stimolanti ammessi in Italia
- Amfetamine (Adderal, Dexedrina, Vyvanse), potenti stimolanti, raramente prescritti
- Metamfetamina (Desoxyn, Pervitin), un potente stimolante a base di anfetamine, ma raramente prescritto
- Modafinil (Provigil, Alertec), approvato per il trattamento della narcolessia e del deficit di attenzione
- Adrafinil, simile al modafinil e con le stesse indicazioni